# Josa laeta
Josa laeta là một loài nhện trong họ Anyphaenidae.
Loài này thuộc chi Josa. Josa laeta được Octavius Pickard-Cambridge miêu tả năm 1896.